# Jonas Laurenius
Jonas Laurenius, född 1666 i Vallerstads församling, Östergötlands län, död 24 mars 1713 i Herrestads församling, Östergötlands län, var en svensk präst.

## Biografi
Jonas Laurenius föddes 1666 i Vallerstads församling. Han var son till kyrkoherden Johannes Laurenius och Ingeborg Kellander. Laurenius studerade i Linköping och blev 30 september 1685 student vid Uppsala universitet. Han blev 1702 rektor vid Skänninge trivialskola och prästvigdes 9 juni 1706. Laurenius blev 1707 kyrkoherde i Herrestads församling. Han avled 1713 i Herrestads församling. Laurenius begravdes i samma grav som Magnus Wangelius i Herrestads kyrka.
Laurenius parenterade på Östgöta nations vägnar år 1695 över kanslirådet Andreas Nordenhielm.

### Familj
Laurenius gifte sig 12 augusti 1706 med Anna Olin (1686–1777). Hon var dotter till kyrkoherden Johannes Olin och Rebecka Steuchman i Normlösa församling. De fick tillsammans barnen Johannes Laurenius (1707–1726), Elisabeth Laurenius (1709–1709), Hans Laurenius (1710–1710), kyrkoherden Jonas Laurenius i Å församling och Petrus Laurenius (1712–1729). Efter Laurenius död gifte Anna Olin om sig med kyrkoherden Erik Strand i Malexanders församling.